# Thyrosticta seguyi
Thyrosticta seguyi là một loài bướm đêm thuộc phân họ Arctiinae, họ Erebidae.